# Скорбные элегии
«Ско́рбные эле́гии», также «Печа́льные пе́сни», «Ско́рбные пе́сни» или «Три́стии» (лат. Tristia) — собрание стихотворных посланий в пяти книгах, написанных элегическим дистихом древнеримским поэтом Овидием в последние десять лет жизни во время ссылки. Теперь предметом творчества Овидия стал он сам и его горькая судьба — «После паденья могу лишь о нем я твердить постоянно, и содержаньем стихов сделалась участь моя» (лат. Sumque argumenta conditor ipse mei — V, 1, 9—10), а в элегиях повествуется  о его страданиях и погибели в суровом краю, где он вынужден сопротивляться бедам, постоянно приковывая к этому внимание читателей. Несмотря на то, что в них Овидий оплакивает свою незавидную участь, действительная причина ссылки в 8 году н. э. на Понт в Томис императором Августом наиболее яркого поэта Рима до сих пор остаётся загадкой.

## Содержание
Вступление и посвящение, где содержится предупреждение о той опасности, которой Овидий подвергался, вероятно были написаны в прошлом, до произошедших событий.

### Первый том
Первый том был написан Овидием во время следования к месту ссылки.  Овидий обращается к скорбящей жене, друзьям — настоящим и ложным, а также к своим предыдущим сочинениям, как например «Метаморфозы». Овидий защищает себя и своё произведение обращаясь ко многим знаменитым поэтам, которые затрагивали ту же самую тему, что и он теперь — Анакреонт, Сапфо, Гай Валерий Катулл и даже Гомер и Еврипид. Он описывает своё трудное путешествие в дальний уголок Римской империи, попутно сравнивая его со ссылками Энея и Одиссея, а также извиняется за недостатки своего произведения. Так он сравнивает  своё приготовление  к предстоящей ссылке с описанной в шестой книге «Илиады» (494—502) подготовкой Гектора к бою, которого родные и близкие оплакивали при жизни как уже мёртвого. При этом сам Овидий в этой драме является протагонистом, а его супруга играет роль девтерагониста. В свою очередь друзья и слуги предстают в качестве скорбного хора. Обращаясь к творчеству Еврипида, Овидий сравнивает себя, прощающегося с Римом, с Ипполитом, который расстаётся с Афинами: «Из Афин, великого города я изгнан. Прощай страна Эрехтея, прощайте вы, луга Трезена, — обитель блаженных друзей моей юности. Сегодня я приветствую вас в последний раз» (Eurip. Hipp., 1091, сл.). И здесь, как и в случае с Гектором, хор скорбящих сопровождает эту речь горестными стенаниями. Красной нитью проходит через всю ткань элегии символический драматизм разыгрываемой трагедии. Так, наполненный рыданиями и печалью дом поэта  уподобляется гибнущей в огне Троей, а себя в качестве изгнанника Овидий сравнивает с героями древнегреческой мифологии, испытавшими на себе гнев Юпитера и поражёнными его молнией. Наряду с мифологическим миром сосуществует и реальный мир. Охваченный отчаянием Овидий не думает о том, что нужно готовиться в долгий путь, жена со слезами обнимает уходящего, а его дочь в это время находится  далеко-далеко от Рима. Такое переплетение мифа и действительности в элегии, написанной в высоком эпико-драматическом стиле, создают особый образ жизни прославленного человека, который несмотря на свалившееся на него горе достоин увековечивания. Эта же тема находит своё отражение в стихотворениях, которые посвящены путешествию Овидия к месту ссылки. Разразившаяся на Адриатике буря с одной стороны реальна, но и несёт на себе черты эпического, как это было показано в «Одиссее» Гомера, в «Энеиде» Вергилия, а также в «Метаморфозах» самого Овидия. Η. В. Вулих по этому поводу отмечала: 
Между небом и морем бушуют гомеровские ветры, дующие со всех сторон. Вергилиевские громады волн поднимаются к тучам и низвергаются до Тартара, а сам изгнанник, как Эней и Одиссей, обращается к морским богам с просьбами о пощаде и надеется, что у него, как у прославленных героев Гомера и Вергилия, найдутся свои боги-защитники. И эти надежды поэта, казалось бы, несбыточные, неожиданно сбываются самым чудесным образом. Услышав правду о проступке поэта по отношению к Августу, бывшем не преступлением, а только ошибкой, тучи вдруг начинают редеть и буря успокаивается.

### Второй том
Во втором томе, который называется «Элегия единственная», Овидий взывает к Августу с мольбой прекратить его наказание, причину которого видит в «стихах и проступке» (лат. carmen et error) — причина проступка до сих пор остаётся неясной, хотя некоторыми предполагается, что Овидий что-то знал о распутной жизни дочери Августа Юлии. Примечательно, что элегиях нет никаких имён, кроме Овидия и Августа, а последнему поэтом воздаются неумеренные хвалы: он называется божеством  (лат. deus, numen), воздаётся похвала его миролюбию и кротости, отмечается его милостивое обращение с поверженными врагами, а также его великодушие. Таким образом Овидий пытается поставить римского принцепса в особое положение, которое не на словах, а на деле обязывает Августа явить миру свои высокие душевные качества. Однако в действительности этого не происходит. Император остаётся непоколебимым в своей жестокости к подданному, и в элегиях вслед за этим у Овидия меняется к нему отношение с благоговеющего на осуждающее. Выходит, что всемогущее божестве вместо того, чтобы проявить милосердие к несчастному должен «насытить свой гнев» (cum iam satiaverit iram — I I I , 8, 19). Овидий упрекает Августа отмечая, что благородный лев не терзает своих жертв (III, 5, 1—31), а герой гомеровской Илиады Ахилл, ранивший Телефа, вылечил его тем же самым копьём (V, 2, 14—16), и великий полководец Александр Македонский проявлял милость к побеждённому неприятелю (III, 5, 38—39). Овидий делает однозначный вывод: Август, не способный на подобное, не равен Ахиллу, льву и Александру.

### Остальные тома
Воззвания оказались неудачными; Овидий прожил остаток своих дней среди фракийских гетов. Последние три книги «Скорбных элегий» были столь же мрачными, как и годы их автора, понимавшего, что он больше никогда не вернётся на родину. Однажды Овидий даже сочинил эпитафию, обращённую к жене и ставшую частью третьей элегии третьей книги, которая в будущем украсила его статуи в Сульмоне и Констанце, созданные итальянским скульптором Гауденцио Феррари:
Я здесь лежу тот певец что нежные страсти прославил
Дар мой меня погубил имя поэта Назон
Ты же мимо идущий ведь сам любил Ты
Промолви о да будет легка праху Назона земля.Оригинальный текст (лат.)Hic ego qui iaceo tenerorum lusor amorum
Ingenio perii Naso poeta meo
At tibi qui transis ne sit grave quisquis amasti
Dicere Nasonis molliter ossa cubent.

## Поэтическая основа
Первоначально Овидий собирался завершить «Тристии» четвёртой книгой, о чём свидетельствуют глубокомысленные вступление и  заключение (IV, 1, 10), где он подвёл некоторые итоги как своей поэтической творческой деятельности,  так и всей его жизни в целом. Во вступительной элегии Овидий рассуждает о месте поэзии и муз, чьим верным служителем он был столько лет. Он отмечает, что находясь в ссылке  не думал о славе, а занимался поиском в своих привычных многолетних занятиях средства забвения от тяжёлой действительности, а также  приводит примеры того, как облегчила жизнь различным  людям песня (лат. carmen), способная помочь  работающему на руднике закованному в цепи рабу, как и увязающему в прибрежном песке бурлаку, тянущему за собой на канате тяжёлую лодку, как и завораживающему игрой на дудочке свои стада пастуху, как и прядущим шерсть рабыням-служанкам. А в среде мифологических героев песня помогла Ахиллу во время тоски по Брисеиде, а грустя по Евридике Орфей с помощью своей арфы вёл за собою леса и сдвигал с места целые скалы. Здесь представлена цепь сравнений, которая свойственна для всей поэзии Овидия, когда на нижней ступени находится пленный раб, полностью находящийся в руках судьбы, а верхнюю ступень занимает Орфей, обладавший великим даром покорять весь мир чарами своей волшебной музыки, как и дарить ей забвение от горя и тяжёлого труда, которое ищут рабы, бурлаки и служанки.  Венцом лестницы Овидий делает самого себя, говоря, что «Муза — опора и мне, неизменно со мной пребывавший к месту изгнанья, на Понт, спутник единственный мой» (лат. Me quoque Musa levat Ponti loca iussa petentem: sola comes nostrae perstitit illa fugae…) (IV, 1, 19–20).  Здесь проявляется качество настоящего поэта-любимца муз, который следуя по пути Орфея не стыдится  видеть тех, кто находясь на нижних ступенях тем не менее причастен к мусической жизни и, как и он, страдают. Обращение к мифологическому помогает Овидию представить свою личную судьбу в героическом и поэтическом свете. Он отмечает, что его покровительницы музы не только не бросили своего служителя и согласились сопровождать поэта во время долгого и опасного пути, но и остались единственными союзницами, когда весь остальной мир небожителей, включая императора Августа восстал против Овидия. Причём единожды оказавшись под властью муз, поэт больше не может проститься с ними, поскольку особая сила (лат. vis) удерживает всякого, кто хоть раз соприкоснулся с ними. В первой части элегии Овидий с опорой на бытовавшие в античности представления о магической власти, которая присуща поэзии и всем музам, и чьё описание постоянно встречается у Гесиода, Архилоха, Пиндара и Платона, сосредоточивает своё внимание на трагическом противоречии  между обидой, которую ему нанесли музы, и своей непоколебимой любовью к ним, подобной страсти влюблённого, избавиться от которой, несмотря на все страдания, невозможно. Как обладатель тонкого литературного вкуса Овидий неоднократно делает ссылки на классиков античной поэзии и философии. Так он сравнивает «напиток» муз с волшебным лотосом, который испробовал Одиссей, с водами Леты, приносящими забвение, а также с прикосновением своим волшебным тирсом Диониса, с вакханкой, что является отсылкой к Менаде Горация (3 кн., 25). Но если у Горация Менада с удивлением всматривается в открывшийся перед ней пейзаж горной Фракии, который является поэтическим, а не существующим в действительности, то Овидий, забыв о том, что находится в ссылке, о том, что находится в дикой земле скифов, взлетает высоко над горем и бедствиями — «сразу становится дух выше печали людской» (лат. Altior humano spiritus ille malo) (IV, 44). Находясь в изгнании, он начинает по-настоящему ощущать силу поэзии и власть муз, которая проявляется в поэтическом воображении, в фантазии, которая способна даже изгнанника в мгновение ока перенести в далекий родной и любимый Рим. Овидий мысленно переносится в родные места и видит весенние празднества в Риме (III, 12), а также имеет возможность ясно видеть римский триумф, говоря при этом, что поэтическое воображение не имеет пределов, а его мысль способна свободно подниматься в небо и совершить полёт над бескрайним земным пространством (IV, 2, 57—64). Подобно Церере в «Метаморфозах» Овидий беседует с созвездиями Большой и Малой Медведицы, а также с большим сочувствием видит страдания оставленной жены (IV, 3, 1—25). И также как взлетали высоко в небе другие герои его «Метаморфоз» — Триптолем, Медея, Персей и Дедал (III, 8, 1—10), Овидий мечтает летать по воздуху. Кроме того Овидий обращается к «Иону» Платона (534 а), где идёт речь о том, как поэт подпадая под влияние гармонии и ритма уподобляется вакханке и впадает в состояние безумия.

## Культурное влияние
«Скорбные элегии» оказали существенное влияние на творчество А. С. Пушкина и О. Э. Мандельштама.
В качестве эпиграфа к книге Ильи Эренбурга «Шесть повестей о легких концах» использована фраза Haec est poenam terra reperta meam (лат. Для наказания мне этот назначен край). Тем самым Эренбург проводил параллель между выдворенным на задворки империи Овидием и самим собой, находящимся в вынужденной разлуке с родной страной.

## Издания на русском языке
- Публий Овидий Назон. Скорбные элегии // Публий Овидий Назон. Сочинения / Перевод с латинского С. В. Шервинского, Н. Д. Вольпин. Издание подготовили М. Л. Гаспаров, С. А. Ошеров. — М.: Наука, 1978. — С. 5—85.